# Marnie Stern
Pour les articles homonymes, voir Stern.
Marnie Stern (née le 18 mars 1976) est une autrice-compositrice-interprète et guitariste américaine.

## Carrière
Elle apprend la guitare une première fois à 15 ans puis s'y consacre sérieusement à partir de 21 ans.
Début 2007, Kill Rock Stars sort le premier album de Stern, In Advance of the Broken Arm. Stern fait ensuite une tournée aux États-Unis et au Royaume-Uni avec Zach Hill et Robby Moncrieff de The Advantage.
Le deuxième album de Stern, This Is It and I Am It and You Are It and So Is That and He Is It and She Is It and It Is It and That Is That, sort le 7 octobre 2008. Stern fait une tournée en Europe et aux États-Unis avec le guitariste américain Mark Shippy (ancien membre d'U.S. Maple), la bassiste Malia James et un certain nombre de batteurs.
Soutenue par le bassiste Nithin Kalvakota et l'ancien batteur de Tera Melos Vincent Rogers, Stern passe la majeure partie des années 2010 et 2011 en tournée en Amérique du Nord, en Europe et en Australie pour soutenir son troisième album éponyme, notamment dans plusieurs festivals hivernaux en Europe ainsi que la première partie de concerts des Flaming Lips. Elle est choisie par Les Savy Fav pour se produire au festival ATP Nightmare Before Christmas qu'ils organisent en décembre 2011 à Minehead, en Angleterre.
En décembre 2012, est annoncé que son prochain album, The Chronicles of Marnia, sortira chez Kill Rock Stars. La chanson titre de l'album fait ses débuts la même semaine sur le site Web de Spin dans un article sur Stern. Le 4 mars 2013, l'album est présenté dans l'émission First Listen de National Public Radio.
Stern devient guitariste suppléante pour Late Night avec le groupe 8G Band qui intervient dans l'émission Late Night with Seth Meyers alors que le chef d'orchestre Fred Armisen est absent, puis membre à plein temps du groupe jusqu'en 2022. Elle donne aussi naissance à deux enfants.
En août 2023, Stern annonce son retour avec une chanson intitulée Plain Speak. Elle figure sur son cinquième album studio, The Comeback Kid, sorti le 3 novembre 2023 chez Joyful Noise Recordings.

## Discographie
Albums
- In Advance of the Broken Arm (Kill Rock Stars, 2007)
- This Is It and I Am It and You Are It and So Is That and He Is It and She Is It and It Is It and That Is That (Kill Rock Stars, 2008)
- Marnie Stern (Kill Rock Stars, 2010)
- The Chronicles of Marnia (Kill Rock Stars, 2013)
- The Comeback Kid (Joyful Noise Recordings, 2023)